# Ивовый желтополосый пилильщик
Ивовый желтополосый пилильщик (лат. Arge enodis) — вид перепончатокрылых из семейства Argidae.

## Распространение
Распространён на территории Палеарктического региона, за исключением Северной Африки и Китая.

## Экология
Личинки питаются листьями различных видов ив (Salix), например, ива вавилонская (Salix babylonica), ива ломкая (Salix fragilis) и ива белая (Salix alba).